# یاغیز جان کونیالی
یاغیز جان کونیالی (انگلیسی: Yağız Can Konyalı؛ زادهٔ ۲۰ سپتامبر ۱۹۹۱) بازیگر اهل ترکیه است. وی از سال ۲۰۰۶ میلادی تاکنون مشغول فعالیت بوده‌است.
از فیلم‌ها یا برنامه‌های تلویزیونی که وی در آن نقش داشته‌است می‌توان به حکایت ما اشاره کرد.